# Disa robusta
Disa robusta är en orkidéart som beskrevs av Nicholas Edward Brown. Disa robusta ingår i släktet Disa och familjen orkidéer. Inga underarter finns listade i Catalogue of Life.